# Нородом Сурамаріт
Нородом Сурамаріт (кхмер. នរោត្ដម សុរាម្រិត; 6 березня 1896 — 3 квітня 1960) — король Камбоджі, який правив країною в середині XX століття.

## Життєпис
Був онуком короля Нородома I.
4 березня 1955 року Нородом Сіанук залишив трон, передавши його батьку. Нородом Сурамаріт правив упродовж п'яти з половиною років і помер від серцевої недостатності в віці 64 років. Новим королем став його син Нородом Сіанук.